# Austrobrickellia
Austrobrickellia é um género botânico pertencente à família Asteraceae.